# National Semiconductor SC/MP

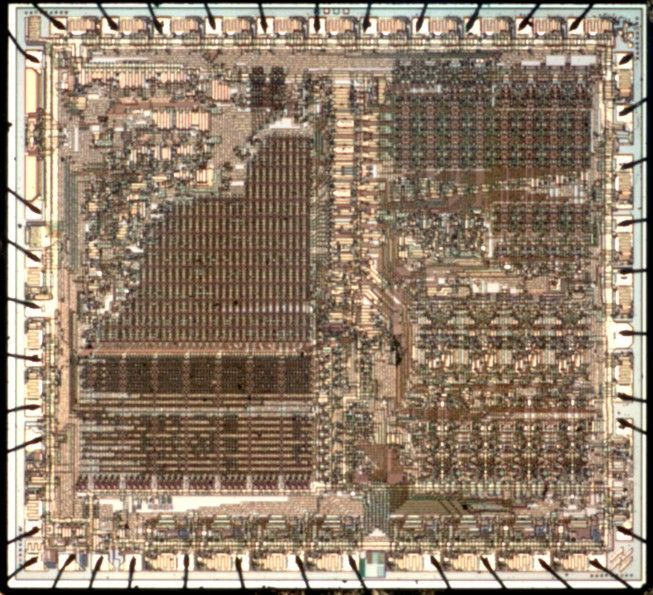
Chip Foto des PMOS SC/MP (ISP-8A/500)

Der SC/MP wurde von der Firma National Semiconductor Corporation, Santa Clara, CA/USA (www.national.com) Mitte der 1970er Jahre als einer der ersten kommerziellen 8-Bit-Architektur-Mikroprozessoren gefertigt und erfolgreich vertrieben. Der Prozessor-Name SC/MP (Aussprache: „skemp“, englischer Nickname „Scamp“) ist ein Akronym und steht für „Simple Cost-effective Micro Processor“.

## Einplatinen-Computer

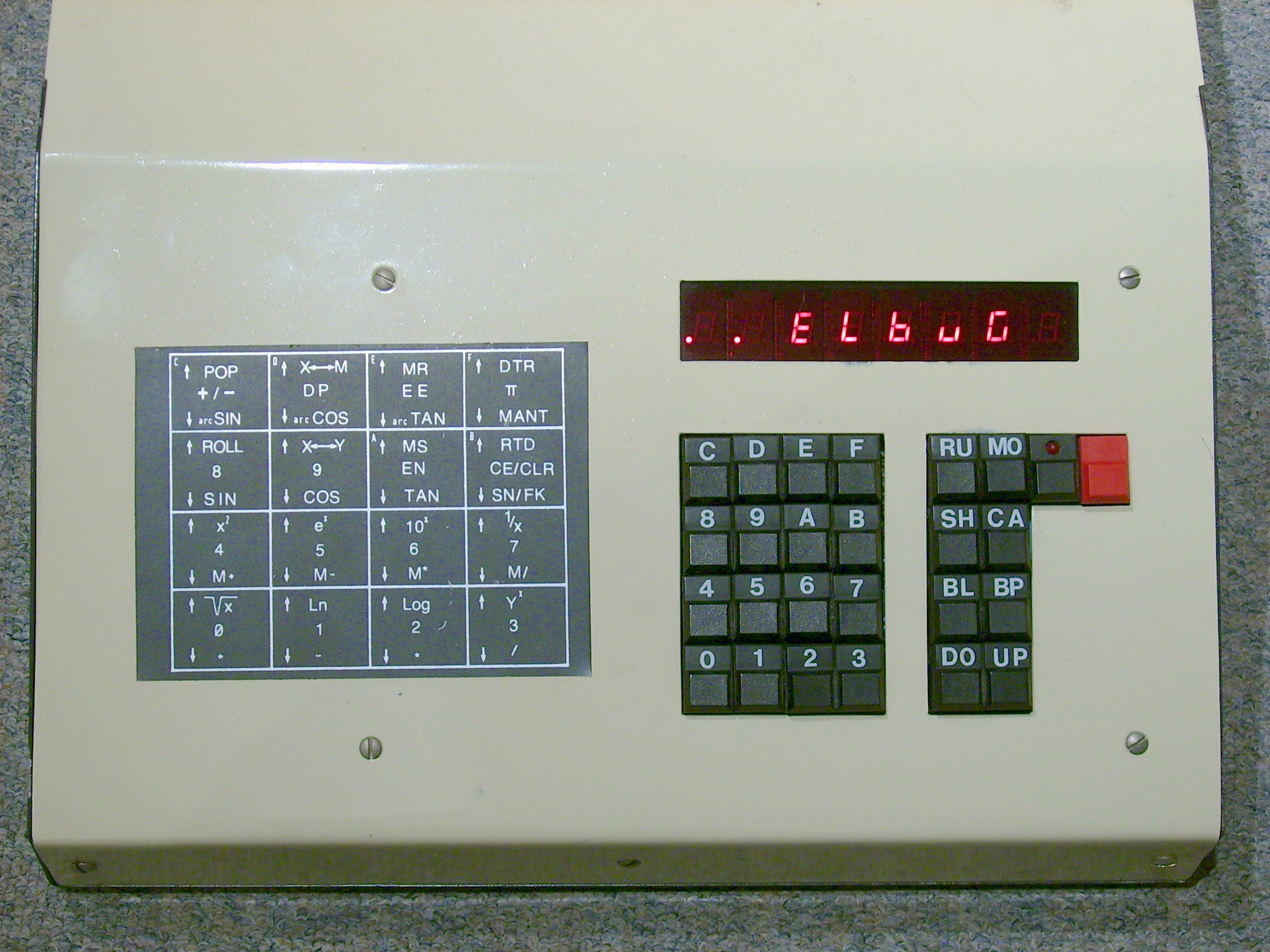
Selbstbaucomputer aus ELEKTOR (1977) von Jörg Behrens

Einer der ersten Selbstbau-Computer wurde vom Elektor-Verlag im Juni 1977 (G 3078EX) auf der Basis des SC/MP (anfangs Typ I, schnell aber Typ II) veröffentlicht. Ein weiterer Bausatz wurde seitens des Elektronik-Herstellers und Lehrmaterialanbieters Christiani Verlag aus Konstanz als SC/MP-Lehrcomputer 1978 auf den Markt gebracht. Auf der Basis des Typs III wurde noch 1983 ein weiterer Lehrcomputer-Bausatz von Philips, später Schuco auf den Markt gebracht.

## Technische Daten
- Technologie: PMOS, NMOS

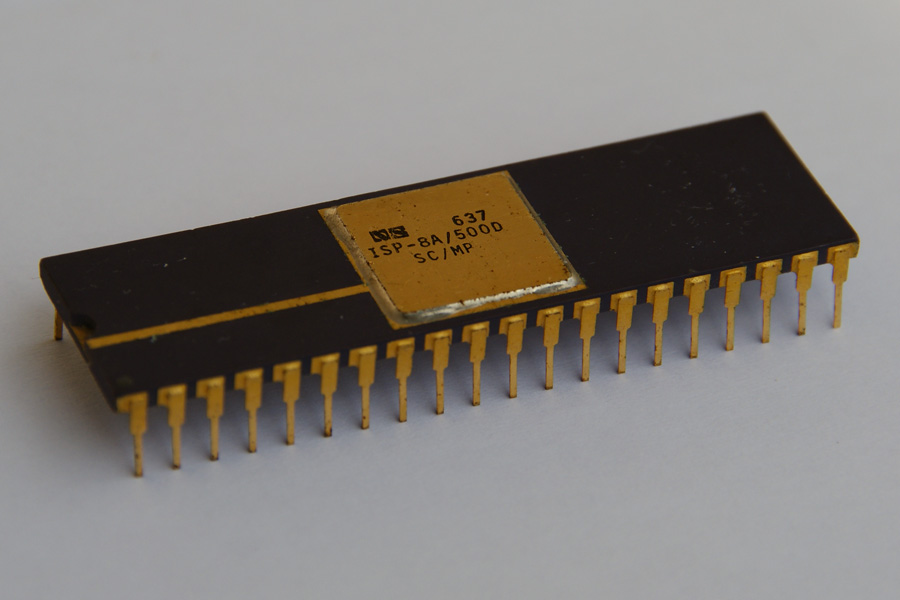
SC/MP ISP-8A/500D im 40-Pin Keramik-DIP Gehäuse

- Anzahl Transistoren: mehrere Tausend
- Taktfrequenz: traditionell 1 MHz
- Taktzyklen je Befehl: 5 bis 22
- Adressraum: 64 KByte
- Adressbusbreite: 16 Bit (12 + 4 Bit)
- Datenbusbreite: 8 Bit
- Interrupts: mehrere IR
- Befehle: 43
- Adressierungsmodi: mehrere
- Register: in der Regel 8-Bit u. a.
  - Akkumulator (AC),
  - Programmzähler/Pointerregister (PTR0)
  - Pointerregister (PTR1, PTR2, PTR3),
  - Extension-Register (E),
  - Status-Register (SR)
- Monitorsoftware: Elbug
- Peripherie: Kassetten-Interface

## Peripherie
- Kassetten-Interface
- Sound-Interface
- Prom-Programmer
- 8255 Parallel-IO-Interface
- Metallpapier-Printer
- Number-Cruncher

## Programme für den SC/MP
- Monitorsoftware „Elbug“
- Digitaluhr
- Mastermind
- Ram-Diagnose
- Lunar-Lander (Geschwindigkeit und Aufschlag auf den Mond werden über Lautsprecher wiedergegeben)
- Battleship
- Disassembler
- Keyplay
- Runtext
- Tracer
- NCU

## Varianten des SC/MP
Folgende Typen des SC/MP Prozessors wurden angeboten:
- ISP-8A/500D, SC/MP Typ I in PMOS-Technik, zwei Betriebsspannungen (+5 V, −7 V)
- ISP-8A/600 (INS8060), sog. SC/MP II in NMOS-Technik, mit höherer Taktfrequenz, eine Betriebsspannung (+5 V)
- INS807x, sog. SC/MP III, NMOS-Technik, mit modifiziertem Befehlssatz und optionalem On-Chip-ROM (8073: mit 2,5K Tiny BASIC)

Der Prozessor wurde sowohl in 40-Pin Plastik DIP, als auch in Keramik-DIP Gehäusen angeboten.